# Michał Piróg
Michał Paweł Piróg (sinh ngày 28 tháng 5 năm 1979 tại Kielce ☃☃) là vũ công, biên đạo múa, người dẫn chương trình truyền hình, diễn viên người Ba Lan.

## Cuộc đời và sự nghiệp
Michał Piróg tốt nghiệp trường trung học số 3 Cyprian Norwid ở Kielce và học triết học tại Đại học Jagiellonian ở Kraków. Anh tự học múa. Năm 19 tuổi, anh bắt đầu dấn thân vào con đường nghệ thuật: làm vũ công tại Nhà hát múa Kielce. Anh xuất hiện trong nhiều tác phẩm sân khấu và truyền hình như vở diễn ballet  mang tên Być albo brać của Piotr Galiński, vở Chicago của John Kander tại Nhà hát Komedia ở Warszawa, vở Cats của Andrew Lloyd Webber tại Nhà hát Ca nhạc Roma ở Warszawa, vở Ballady morderców ("Bản ballad chết chóc") tại Bajka Kinoteatr, vở kịch Fat Pig của Neil LaBute tại Nhà hát Powszechny ở Warszawa.
Năm 2006, Michał Piróg cùng với Edyta Herbuś đồng tổ chức chương trình W rytmie MTV. Năm 2007, anh làm giám khảo của chương trình tìm kiếm tài năng You Can Dance: Po prostu tańcz!. Cùng năm, anh xuất hiện trong video âm nhạc của ban nhạc rock Ira của Ba Lan trong  bài hát Trochę wolniej. Năm 2008, anh cùng với Joanna Liszowska và Rafał Maserak đồng tổ chức chương trình Twój prywatny Instktor tańca. Năm 2010, anh làm người dẫn chương trình truyền hình Top Model phiên bản Ba Lan, phát sóng trên TVN Style. Anh hợp tác với ca sĩ Andrzej Piaseczny, ban nhạc Plastic với vai trò sáng tạo vũ đạo cho các video âm nhạc của họ.
Michał Piróg cũng làm giáo viên dạy khiêu vũ tại Autorska Szkoła Musicalowa ở Olsztyn và tổ chức nhiều buổi hội thảo về khiêu vũ và diễn xuất trên khắp Ba Lan. Là một vũ công chuyên nghiệp, Michał Piróg  chuyên về nhạc jazz, jazz hiện đại, afro jazz, nhảy hiện đại, funky jazz và broadway jazz và đã hợp tác với một số nhà hát ở Ba Lan, Pháp, Bỉ và Thụy Sĩ.
Michał Piróg thành lập dự án khiêu vũ kéo dài hai năm mang tên Horn Dance Company. Năm 2017, anh xuất hiện cùng với Piotr Czaykowski trên chương trình truyền hình thực tế Asia Express của TVN.

## Đời tư
Anh công khai mình là người đồng tính. Mẹ anh là người Do Thái. Anh là thành viên của Trung tâm Cộng đồng Do Thái ở Warszawa (Gmina Wyznaniowa Żydowska w Warszawie).

## Đóng phim
- 2009: Zamiana trong vai Joni
- 2014: Wkręceni 2 trong vai bồi thẩm viên
- 2016: Druga szansa trong vai nhân vật chính
- 2016-2017: Wmiksowani.pl trong vai Zibi Dól
- 2017: Pół litra historii trong vai người kể chuyện